# Perenye
Perenye is een plaats (község) en gemeente in het Hongaarse comitaat Vas. Perenye telt 659 inwoners (2001).

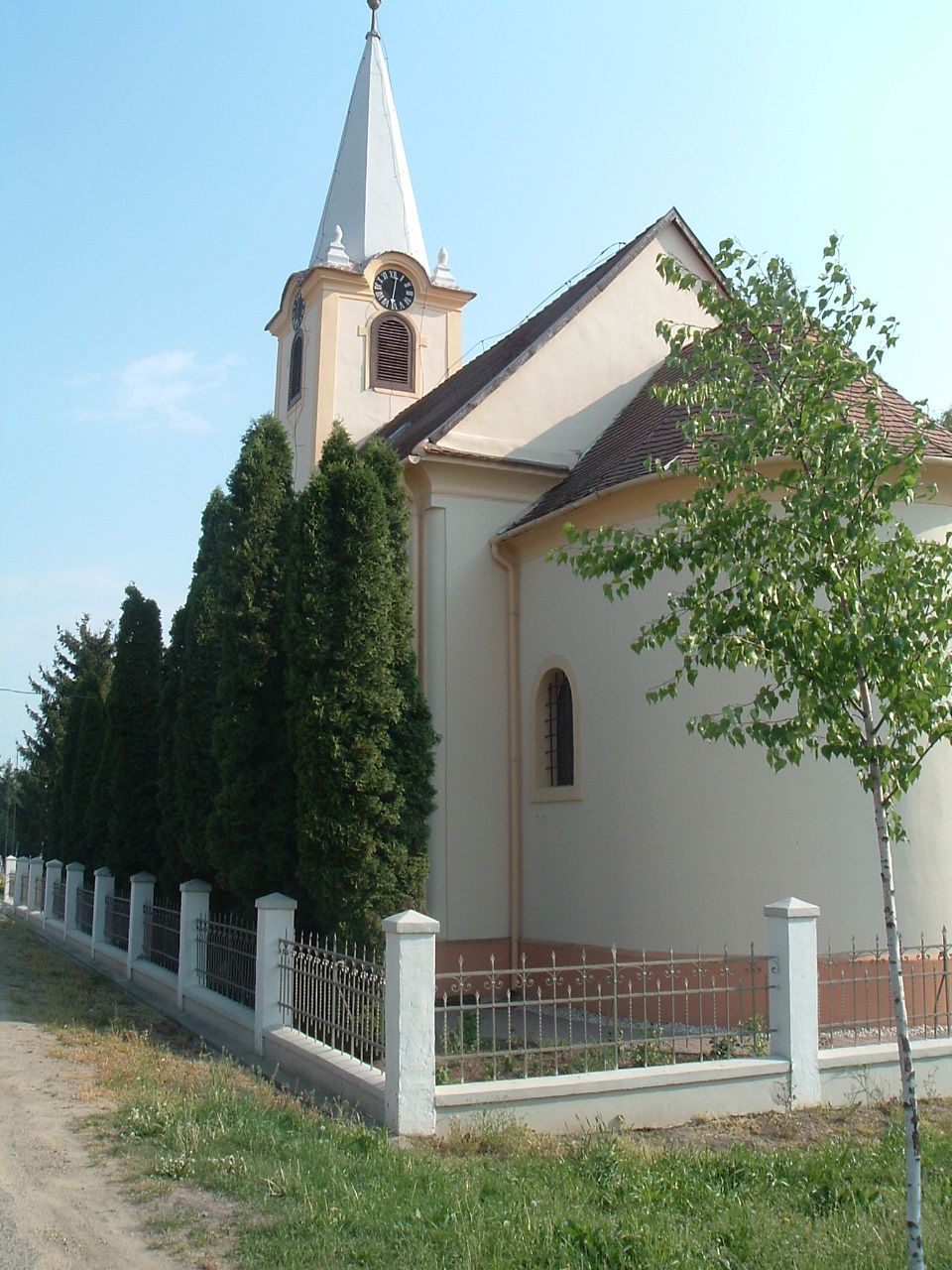
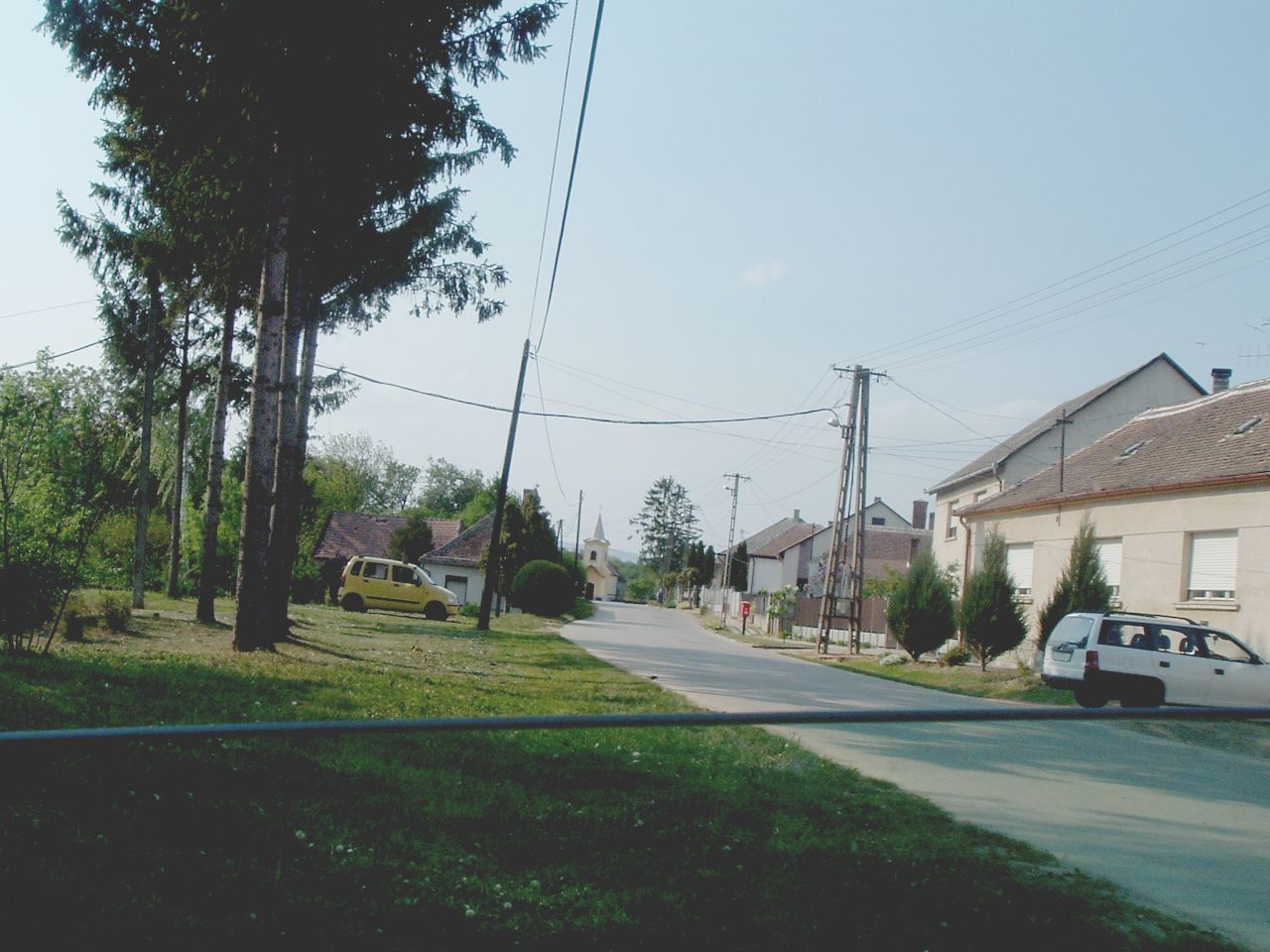